# Altair (gemeente)
Altair is een gemeente in de Braziliaanse deelstaat São Paulo. De gemeente telt 3.287 inwoners (schatting 2009).